# ロマニの戦い
ロマーニの戦い（ロマーニのたたかい、英語: Battle of Romani、もしくはロマニの戦い）は、第一次世界大戦中の1916年に起こった、オスマン帝国とイギリスとの戦いである。エジプトのシナイ半島の地中海沿岸、スエズ運河から23マイル東にあるロマーニの町の付近で行われた。
1916年8月3日夜、パレスチナ南部から進撃してきたフリードリヒ・クレス・フォン・クレッセンシュタイン率いるオスマン帝国軍は、ロマーニでイギリス軍守備隊を攻撃した。ロマーニは北からシナイ半島を横切ってスエズ運河へ向かうルートにあり、運河の北側からの出入りを支配する戦略的に重要な土地であった。
5日まで続いた戦闘の結果、イギリス軍の堅い守りによってオスマン軍は撃退された。そして、この後は連合軍が攻勢に出てオスマン軍はシリアまで後退させられていった。